# 第6空軍師団
第6空軍師団（だい6くうぐんしだん、ドイツ語：6. Luftwaffendivision）は、ドイツ連邦空軍の空軍師団の一つ。師団司令部をノルトライン＝ヴェストファーレン州ミュンスターに置いていた。

## 歴史
1963年9月30日に政令第229号が発令されミュンスターにて第6空軍師団が編成される。師団は北部空軍グループ司令部の隷下となる。第6空軍師団には次の部隊が隷下におさまった。第5空軍補給連隊（ドルトムント）、第6補給連隊（オルデンブルク）、第11通信連隊（オスナブリュック）、第71通信連隊（オスナブリュック）、第2空軍訓練連隊（ブデル）、第5空軍訓練連隊（ヴェントルプ）、第2空軍工兵大隊。1968年には更に同年に解隊した第7空軍師団隷下の次の部隊を編入する。第1空軍訓練連隊（ピンネベルク）、第7空軍補給連隊（フーズム）。1970年9月21日に北部空軍グループ司令部が解散し同年10月1日に第6空軍師団も解隊する。これにより空軍補給連隊と第11通信連隊は新編された空軍支援グループに残される。第71通信連隊は空軍指揮司令部に、訓練連隊は空軍訓練集団に配転された。

## 歴代師団長
| 代 | 氏名                                                           | 着任          | 離任          |
| -- | -------------------------------------------------------------- | ------------- | ------------- |
| 1  | エルンスト＝ギュンター・モーラー空軍少将 Ernst-Günther Moeller | 1963年10月1日 | 1967年9月30日 |
| 2  | カール・ケッセル空軍少将 Karl Kessel                           | 1967年10月1日 | 1970年9月30日 |